# Battle Assault 3: Featuring Mobile Suit Gundam Seed
Battle Assault 3: Featuring Mobile Suit Gundam Seed est un jeu vidéo de combat développé par Natsume et édité par Bandai en décembre 2004 sur PlayStation 2. C'est une adaptation en jeu vidéo de la série basée sur l'anime Mobile Suit Gundam et c'est le dernier opus d'une série composée de cinq jeux vidéo de combat,.

## Série
1. Gundam: The Battle Master : 1997, PlayStation
2. Gundam: Battle Assault : 1998, PlayStation
3. Gundam: Battle Assault 2 : 2002, PlayStation
4. Mobile Suit Gundam SEED: Battle Assault : 2004, Game Boy Advance
5. Battle Assault 3: Featuring Mobile Suit Gundam Seed